# 布昂莱吕尔
布昂莱吕尔（法語：Bouhans-lès-Lure，法語發音：[bu.ɑ̃ lɛ lyʁ]，意为“吕尔附近的布昂”）是法国上索恩省的一个市镇，属于吕尔区。

## 地理
布昂莱吕尔（47°41'41"N, 6°25'22"E）面积9.11 平方千米，位于法国勃艮第-弗朗什-孔泰大區上索恩省，该省份为法国东部内陆省份，北起顺时针与孚日省、贝尔福地区省、杜省、汝拉省、科多尔省和上马恩省接壤。
与布昂莱吕尔接壤的市镇（或旧市镇、城区）包括：凯尔、阿德朗和勒瓦勒德比泰讷、吕尔、马尼韦尔努瓦。

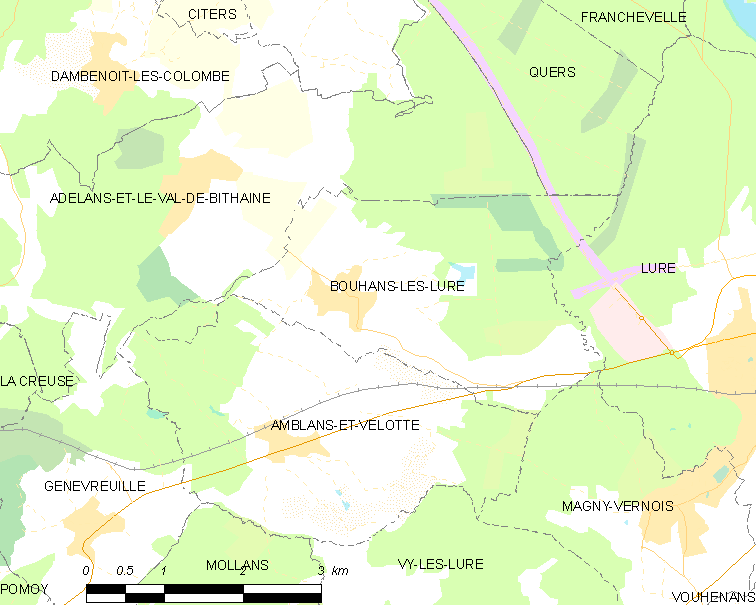
布昂莱吕尔的OSM定位图

布昂莱吕尔的时区为UTC+01:00、UTC+02:00（夏令时）。

## 行政
布昂莱吕尔的邮政编码为70200，INSEE市镇编码为70081。

## 政治
布昂莱吕尔所属的省级选区为吕尔第一县。

## 人口

1962-2008年间布昂莱吕尔人口变化图示

布昂莱吕尔于2022年1月1日时的人口数量为273人。